# Karl-Marx-Hof
O Karl-Marx-Hof, localizado no bairro Heiligenstadt de Viena (no 19.º distrito, Döbling), é um conjunto social de mais de 1100 metros de comprimento construído entre 1927 e 1930 pelo arquiteto austríaco Karl Ehn. É considerado o edifício residencial mais longo do mundo.[carece de fontes?]
É um longo bloco de 1383 apartamentos construído em betão que combina funcionalidade e ousadia arquitetónica. É delimitado a oeste pela Heiligenstädter Straße, a norte pela Grinzinger Straße, a leste pela Boschstraße e a sul pela Geistingergasse. O complexo é composto por três pátios internos e uma grande praça em torno da qual os edifícios ocres Art Déco estão dispostos.
A inauguração oficial do complexo ocorreu em 12 de outubro de 1930 pelo município austro-marxista que administrava a cidade entre 1919 e 1934. As acomodações incluíam um total de 1382 apartamentos com uma capacidade total de cerca de 5000 pessoas. Todas as habitações tinham desde a construção a sua própria casa de banho.
Durante a insurreição de fevereiro de 1934, o Karl-Marx-Hof serviu de quartel-general para militantes socialistas e foi invadido por forças conservadoras e fascistas. Os oponentes socialistas só se renderam depois de fogo de artilharia. Durante o Anschluss, o edifício Karl-Marx-Hof foi renomeado para Heiligenstädter Hof, mas voltou ao nome anterior em 1945.